# Identificação automatizada de espécies
Identificação automatizada de espécies é um método de fazer a experiência de taxonomistas disponíveis para os ecologistas, taxonomistas e outras pessoas por meio de computadores e outros tecnologia digital através de inteligência artificial.

## Introdução
A identificação automática de objetos biológicos, como insetos (indivíduos) e/ou grupos (por exemplo, espécies, guildas, personagens) tem sido um sonho entre sistematistas por séculos. O objetivo de alguns dos primeiros biométricos multivariados  métodos para resolver o problema permanente da  caracterização de discriminação de grupo e inter-grupo. Apesar de muito trabalho preliminar, nos anos 1950 e 60, o progresso na concepção e implementação de sistemas práticos totalmente automatizada para identificação de objetos biológicos provou se lento .

## Implementações
- iNaturalist é uma ciência cidadão global e da rede social de naturalistas que incorpore tanto os humanos e automáticos de identificação de plantas, animais e outros seres vivos através do browser ou aplicativos de dispositivos móveis.[8]
- Folha Snap é um aplicativo para iOS desenvolvido pela Smithsonian Institution , que utiliza o visual do software de reconhecimento para identificar Norte-Americana de espécies de árvores a partir de fotografias de folhas.
- FlowerChecker bot é um Facebook Chatterbot que utiliza o visual do software de reconhecimento para identificar espécies de plantas a partir de fotografias. O bot usa planta de um banco de dados coletados por FlowerChecker aplicativo para telefones móveis.
- Google Fotos pode automaticamente identificar os diversos tipos de fotografias.[9]
- Planta.id é um aplicativo web que utiliza a rede neural treinada em fotos de FlowerChecker app[2]